# 김영덕 (이론물리학자)
김영덕(金榮德, 1930년~ )은 이론물리학자이다. 대한민국 미국유학 1세대 물리학자이자 1960년대 척박했던 한국의 과학교육 현실에서 대학의 물리학 교육 선진화를 이끈 상징적인 인물이다. 1963년부터 서강대학교에 재직하였으며, 1996년부터 서강대학교 물리학과 명예교수이다. 정년퇴임 후에는 강화도에 전통정원과 건축인 학사재를 짓고 거주하며, 한국전통정원, 백제역사 및 이두 연구자로서 활동 중이다.

## 생애
이론물리학자 김영덕(Yongduk Kim)은 대한민국 미국유학 1세대 물리학자이자 1960년대 척박했던 한국의 과학교육 현실에서 대학의 물리학 교육 선진화를 이끈 상징적인 인물이다. 호는 동계(冬溪)이다.
1930년 9월 7일 일제강점기 조선에서 출생하여, 경기중학교(당시 6년제로 중고등학교 통합과정) 시절에 해방을 맞고 1949년 서울대학교 물리학과에 입학하였으나, 1950년 한국전쟁이 발발하면서 통역장교로 참전하였다.
휴전 후에는 미국의 UC 버클리 물리학과로 유학하여 1957년 학사를 마쳤다. 같은 학교 대학원에 진학하여 60년대와 70년대 이론물리학의 세계적 연구거점인 UC 버클리 물리학과의 S행렬이론과 당시 가장 강력한 모든 것의 이론의 후보자였던 부트스트립(Bootstrap) 원리의 창시자였던 제프리 추(Geoffrey Chew) 지도 하에 1961년 이론물리학 박사를 받았다. UC 버클리 제프리 추 지도 하에 박사를 받은 같은 연구실 후배로는 에드워드 위튼(Edward Witten)의 박사학위 지도교수이자 2004년 노벨상을 수상한 데이비드 그로스(David Gross)와 현재로서 유일한 모든 것의 이론의 후보인 끈이론 혁명을 이끌어 낸 선구자 존 헨리 슈워츠(John Henry Schwartz)가 있다.
이후 미시간대학교 연구원을 거쳐 1963년 서강대학교 물리학과 부임하였다. 1960년에 개교시 창설된 서강대학교 물리학과에 1963년 부임한 이후 다른 동료 교수들과는 다르게 타과나 타교로 이직하지 않고, 1996년 정년퇴임까지 서강대학교 물리학과를 사실상 일구어 낸 인물이라고 보아도 무방하다.  양자장이론, 양자광학 등에서 국내에서 선구적인 연구를 수행하며, 다수의 물리학자들을 배출였다.
또한, 물리학 전공교재로 지금도 널리 읽히는 버클리 물리학 코스(Berkeley Physics Course)의 1권 역학(Kittel)과 2권 전자기학(Purcell)을 선구적으로 번역 대학교육 현장에 보급하였고, 입자물리학을 다루는 교양물리 분야에서 현재도 스테디셀러인 《춤추는 물리》 등을 번역하여 한국에 소개함으로써 1980년대 현대 입자물리학에 대한 대중적인 이해를 도모하기도 하였다.
1983년에는 제16회 “과학의 날”에 국민훈장 동백장을 수상하였고, 1988년에는 입자이론 연구성과로 대통령 과학상(한국과학상)을 수상하였다.
대한민국 미국유학 1세대 물리학자이면서 대한민국의 대학물리학 교육의 선구자이자 입자이론 연구자로서 서강대학교 재직 중에는 평소 한복을 즐겨 입으면서, 일본식 물리학용어들을 순우리말로 바꾸는 일에 앞장섰다. 지금은 익숙한 “문턱값”, “바닥상태”, “들뜬상태“, “결맞음”, ”알짜힘“ 등 순우리말을 활용하여 다수의 물리학용어를 제정하는데 주도적인 역할을 하였다.
벨 연구소 연구원, 뮌헨대학교 연구원, 국제이론물리센터 연구원, 한국전통조경학회 회장, 대영 왕립아시아학회 회장 등을 역임했으며, 1994년 한국과학기술한림원 종신회원에 선출되었고, 1996년 정년퇴임하여 현재는 서강대학교 물리학과 명예교수이다.
정년퇴임 이후에도, 강화도에 한국전통정원인 학사재를 짓고 거주하며 백제사 및 이두를 연구하여 여러 권의 책을 내고 있다.

## 저서
- 《양자물리학 첫길》, 서강대학교출판부, 1981.
- 《양자 전기역학》, 민음사, 1990.
- 《삶과 에너지》, 서강대학교출판부, 1995.
- 《왜나라와 백제》, 열린출판사, 2006.
- 《백제와 다무로였던 왜나라들》, 글로벌콘텐츠, 2013.
- 《百濟と タムロ(淡路)》, 바히네, 2014.
- 《일본을 낳은 백제 다무로》, 바히네, 2017.
- 《미치/미추홀의 역사》, 바히네, 2020.
- 《세 나라 이야기》, 바히네, 2022.

## 번역
- 《중성자이야기》, 전파과학사, 1974.
- 《역학》, 탐구당, 1979.
- 《춤추는 물리》, 범양사, 1981.
- 《버어클리 물리학과제》, 탐구당, 1984.
- 《전자기학》, 희중당, 1986.
- 《별의 물리》, 전파과학사, 1992.